# FK Zhenis Astana
El FK Zhenis (kazakh: Жеңіс футбол клубы) és un club kazakh de futbol de la ciutat d'Astanà.

## Història
Fou membre fundador de la lliga kazakh de futbol. L'any 2009 fou descendit a la segona categoria després de ser declarat en fallida. Adoptà el nom Namys i més tard Astana-1964. El gener de 2015 fou descendit de la segona categoria (First Division) al campionat regional d'Astana.
Evolució del nom:
- 1964: Dinamo Tselinograd
- 1975: Tselinnik Tselinograd
- 1994: Tsesna Akmola
- 1996: Tselinnik Akmola
- 1997: FK Astana
- 1999: Zhenis Astana
- 2006: FK Astana
- 2009: FK Namys Astana
- 2010: FK Astana-1964
- 2021: FK Zhenis Astana

Trajectòria:

## Palmarès
- Lliga kazakha de futbol:[3]
  - 2000, 2001, 2006

- Copa kazakha de futbol:[4]
  - 2001, 2002, 2005

## Entrenadors destacats
- Arno Pijpers (2006)
- Vladimir Mukhanov (2005)
- Aleksandr Zavarov (2004)

## Futbolistes destacats
- Yuri Drozdov (2005)
- Vladimir Bairamov (1999)
- Boris Ignatyev (1971)